# Norma Nichols
Norma Nichols (ur. 1894, zm. 1989) – amerykańska aktorka filmów niemych.

## Filmografia
- 1914: Charlie piekarczykiem
- 1914: Charlie w teatrze
- 1915: Fatty’s Tintype Tangle